# Vestre Kvartervej (Tarm)
 Vestre Kvartervej  er en tosporet omfartsvej der går vest om Tarm. Vejen er en del af primærrute 11, der går imellem Aalborg og Tønder.
Den er med til at lede trafikken der skal mod Skjern, Holstebro eller Esbjerg, uden om Tarm Centrum, så byen ikke bliver belastet af for meget trafik.
Vejen forbinder Vardevej i vest med Nørremarksvej i øst, og har forbindelse til Stationsvej, Tarmvej og Vardevej.